# 香山黄氏家族
香山黃氏家族是廣東香山縣（今為中山市）的一個學術、仕宦家族。自元代遷居香山以來，名人輩出，其中第八世黃佐和第十六世黃培芳為明代鴻儒和清代巨儒。

## 世系
- 黄宪昭（元朝官員）,在元朝担任西台侍御史。
  - 黃從簡，從江西筠州遷居廣東南海（今廣州）,官至宣慰司副使。
    - 
      - 黄温德，曾任香山守御。
        - 黄洙，父親病逝後，前往香山替補軍役，黃氏家人隨之遷往，黃氏籍貫香山由此而來。
        - 黃泗(1381—1450年)，字惟清，號源遠，晚號七十翁。明初香山縣著名富翁，以樂善好施，講義氣而聞名香山。
          - 黃瑜(1426—1497年)，字廷美，舉人。天順七年（1463年），應詔奏《六事疏》。成化五年（1469年），任廣東惠州長樂縣知縣，在任15年。辭官歸裏後，從香山遷居省城廣州，在庭院種植兩棵槐樹，築休憩亭作為讀書之處，自稱“雙槐老人”，世稱“雙槐先生”。遺著《應詔六事疏》、《書傳旁通》10卷、《雙槐文集》10卷、《雙槐歲鈔》10卷等。
            - 黃畿(1465—1513年)，字宗大，初號清虛子，晚號粵洲，人稱“粵洲先生”。黃畿精於理學但絕意科舉，著有《易說》、《粵洲集》6卷、《皇極經世書傳》8卷、《三五元書》25卷、《刪正黃庭經》等。屈大均在《廣東新語》中稱頌黃畿：“蓋粵人書之精奧者，以先生為最。”
              - 黃佐（1490—1566年），字才伯，號泰泉，進士。嘉靖初由庶吉士授翰林院編修。此後歷任江西僉事、廣西學督、南京國子祭酒、少詹事等職。與大學士夏言政見不合，棄官歸養。晚年又在廣州建泰泉書院，門人弟子眾多，世稱“泰泉先生”。病逝後，詔贈禮部右侍郎，謚文裕。黃佐生平著述宏富，至少有500卷。作為明中期嶺南著名學者、理學家、史學家、方誌學家，《明史》特為其立傳；《明儒學案》專為其設“泰泉學案”。黃佐還總纂了嘉靖《香山縣誌》，該誌是現存的最早的一部香山縣誌。[1]
                -                   -                     - 黃逵卿(1626—1693年)，字廣恩，號香樵，黃佐曾孫，搜羅前輩著述文章，補輯校刊黃佐《泰泉集》。
                      -                         -                           -                             - 黃紹統(1726—1788年)，黄佐七世孙長期擔任廣東石城縣（今廉江市）訓導，後升任瓊州府教授，病逝於瓊州。以操守廉潔，潛心治學，博學能文，受到石城人愛戴。著有《仰山堂遺集》3卷、《石城縣誌》8卷以及《古文五選》，時人稱之為“仰山先生”。
                              - 黃培芳(1778—1859年)，字子實，號香石，黃紹統之子。清嘉慶九年（1804年）考取副貢生，道光二年（1822年）補武英殿校錄，道光十年（1830年）授乳源、陵水教諭，升肇慶府訓導，得賞內閣中書銜。晚年主講廣州羊石書院，自稱“粵嶽山人”。工於詩文書畫，善作行草，以詩聞名，與番禺張維屏、陽春譚敬昭並稱“粵東三子”，又有人推崇其三人及順德吳梯、黃玉衡，吳川林聯桂，鎮平黃釗，尊稱“粵東七子”。生平所著甚多，計有50多種數百卷之多。病卒於咸豐九年（1859年），享年81歲。其傳承黃佐事業，總纂了道光《香山縣誌》。
                                -                                   - 黃映奎(1855—1929年)，字仲照、日坡，黃培芳侄孫。學海堂專科生,光緒二十六年（1901年）歲貢。宣統元年（1909年）粵中舉貢會考，被選送京城任職，未成，遂遊關外諸名勝而歸。梁鼎芬倡議修《廣東通誌》，黃映奎受聘任通誌局分纂。創辦中國文專科學校，授徒30余年。晚年入羅浮山酥醪觀為道士。生平勤於著述，遺著有《續廣東通誌藝文略初稿》、《國朝嶺南駢體文鈔》、《山堂思舊集》、《感書雜詠匯存》等。
                                    - 黃佛頤（1886—1946年），字慈博，號慈溪。黃映奎之子。宣統元年（1909年）拔貢。曾先後擔任廣東通誌局分纂、香山縣修誌局分纂、廣州時中學校校長。著有《廣東宋元明經籍槧本紀略》、《珠璣巷民族南遷記》、《廣州城坊誌》、《廣東金石錄》、《廣東鄉土史》、《嶺南藏書家考略》、《黃氏家乘續編》等。[2]